# Vitura
 (décembre 2020).
Si vous disposez d'ouvrages ou d'articles de référence ou si vous connaissez des sites web de qualité traitant du thème abordé ici, merci de compléter l'article en donnant les références utiles à sa vérifiabilité et en les liant à la section « Notes et références ».
Vitura, anciennement Cegereal, est une société immobilière détenant et louant des immeubles de bureau en Île-de-France. Elle est cotée à la Bourse de Paris. Elle possède des immeubles à Paris, La Défense, Charenton-le-Pont, Boulogne-Billancourt et Rueil-Malmaison.

## Histoire
La société est créée en 1999 et est introduite en bourse en 2006. Elle réalise l'acquisition du campus Hanami, 30 000 m2 de bureaux à Rueil-Malmaison en septembre 2016 et l'acquisition en 2018 de l'immeuble Passy Kennedy dans le 16ème arrondissement de Paris.

## Actionnaires
| Nom                                  | %     |
| Northwood Investors LLC              | 57,2% |
| GIC Pte Ltd. (Investment Management) | 24,9% |
| AXA Investment Managers (Paris) SA   | 5,1%  |
| Flottant                             | 12,7% |
| Actions propres                      | 0,1%  |

mise à jour 28/02/2020.